# Pedicia margarita
Pedicia (Pedicia) margarita là một loài ruồi trong họ Pediciidae. Chúng phân bố ở vùng sinh thái Nearctic.